# رانهیلد هاگا
رانهیلد هاگا (انگلیسی: Ragnhild Haga؛ زادهٔ ۱۲ فوریهٔ ۱۹۹۱) اسکی‌باز صحرانوردی اهل نروژ است.